# Billbergia

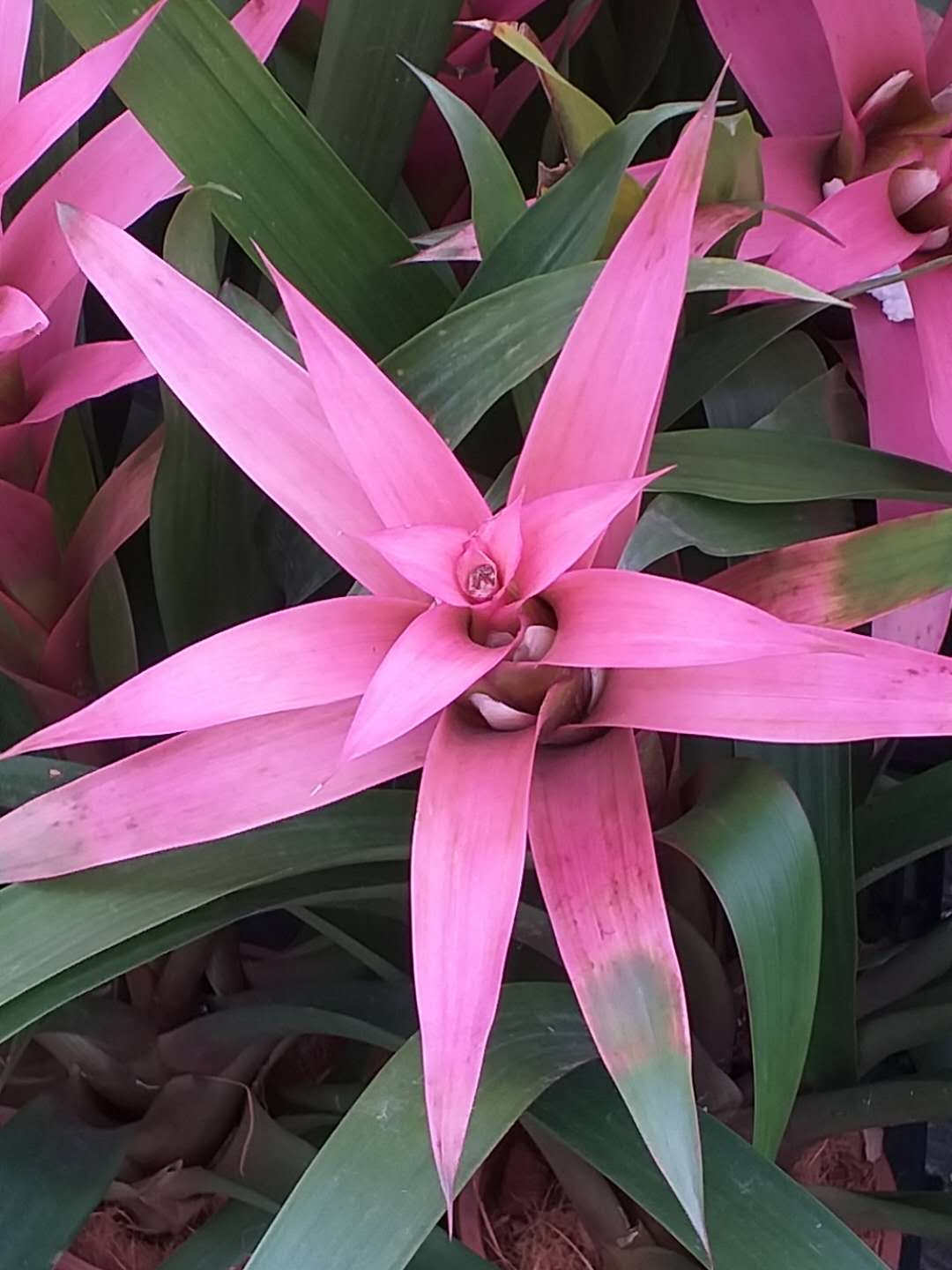
Billbergia pyramidalis

Billbergia es un género de fanerógamas perteneciente a la familia Bromeliaceae, subfamilia Bromelioideae.  Billbergia principalmente se desarrolla en Brasil pero una especie se desarrolla desde México a Sudamérica tropical.  Comprende 275 especies descritas y de estas, solo 65 aceptadas.
Estas plantas se cultivan como planta ornamental por sus brillantes inflorescencias. 

## Descripción
Son plantas epífitas, ocasionalmente terrestres o rupícolas. Hojas escasas, en rosetas tubulares o raramente infundibuliformes; láminas liguladas o raramente alargado-triangulares, serradas, frecuentemente bandeadas o maculadas. Escapo terminal, erecto o decurvado. Inflorescencia simple. Flores bisexuales, sésiles o conspicuamente pediceladas; sépalos libres; pétalos libres, con apéndices basales, frecuentemente espiralmente recurvados en la antesis; estambres libres o adnatos a los pétalos, las anteras sin apéndices; ovario ínfero; tubo epígino presente. Fruto una baya; semillas sin apéndices.

## Taxonomía
El género fue descrito por Carl Peter Thunberg y publicado en Plantarum Brasiliensium . . . 3: 30. 1821. La especie tipo es: Billbergia speciosa Thunb. 
Etimología
Billbergia: nombre genérico que fue nombrado en honor del botánico, zoólogo y anatomista sueco Gustav Johann Billberg.

## Especies
- Billbergia acreana H.Luther
- Billbergia alfonsi-joannis Reitz
- Billbergia amandea W. Weber
- Billbergia amoena (Loddiges) Lindl.
  - b. var. viridis L.B.Sm.
  - c. var. minor (Antoine & Beer) L.B.Sm.
  - e. var. carnea E.Pereira
  - f. var. stolonifera E.Pereira & Moutinho
    - ii. forma. viridiflora E.Pereira & Moutinho

  - g. var. flavescens Reitz
  - h. var. robertiana E.Pereira & Leme
- Billgergia horrida
- Billbergia kautskyana E.Pereira
- Billbergia kuhlmannii L.B.Sm.
- Billbergia laxiflora L.B.Sm.
- Billbergia leptopoda L.B.Sm.
- Billbergia macrocalyx
- Billbergia morelii Brongn.
- Billbergia nana E.Pereira
- Billbergia nutans H.Wendl. ex Regel
  - b. var. schimperiana (Wittm.) Baker
  - c. var. striata Reitz
- Billbergia oxysepala Mez
- Billbergia pallidiflora Liebmann
- Billbergia piramidalis
- Billbergia pohliana Mez
- Billbergia porteana Brongn. ex Beer
- Billbergia pyramidalis (Sims) Lindl.
  - b. var. concolor L.B.Sm.
  - d. var. striata M.B.Foster
  - e. var. lutea Leme & W.Weber
- Billbergia reichardtii Wawra
- Billbergia robert-readii E. Gross & Rauh
- Billbergia rosea hortus ex Beer
- Billbergia rubicunda Mez
- Billbergia rupestris L.B.Sm.
- Billbergia saunderiana E.Morren
- Billbergia saundersii Bull
- Billbergia seidelii L.B.Sm. & Reitz
- Billbergia stenopetala Harms
- Billbergia tessmannii Harms
- Billbergia tweedieana Baker
  - b. var. latisepala L.B.Sm.
- Billbergia velascana Cardenas
- Billbergia violacea Beer
- Billbergia viridiflora H.Wendl.
- Billbergia vittata Brongn.
- Billbergia zebrina (Herbert) Lindl.